# Guo Yue
Guo Yue (郭跃S; Anshan, 17 luglio 1988) è un'ex tennistavolista cinese.

## Palmarès
- Olimpiadi
  - Atene 2004: bronzo nel doppio.
  - Pechino 2008: oro a squadre e bronzo nel singolo.
  - Londra 2012: oro a squadre.
- Mondiali
  - 2011: bronzo nel singolo e oro nel doppio
  - 2010: argento a squadre
  - 2009: argento nel singolo e oro nel doppio
  - 2008: oro a squadre
  - 2007: oro nel singolo, nel doppio misto e argento nel doppio
  - 2006: oro a squadre
  - 2005: bronzo nel singolo, argento nel doppio e oro nel doppio misto
  - 2004: oro a squadre
  - 2003: argento nel doppio